# Мурсалимов, Фатрахман Хабибрахманович
Фатрахман Хабибрахманович Мурсалимов (тат. Морсәлимов; 1928—1995) — советский работник транспорта, шофёр автоколонны Оренбургского управления автомобильного транспорта Министерства автомобильного транспорта и шоссейных дорог РСФСР, Герой Социалистического Труда (1966).

## Биография
Родился 26 августа 1928 года в селе Карагузино Саракташского района Оренбургской области в крестьянской семье, татарин.
Окончив пять классов и школу фабрично-заводского обучения в Магнитогорске Челябинской области, Фатрахман начал работать во время Великой Отечественной войны в колхозе — сначала пастухом, затем стал слесарем машинно-тракторной станции.
В 1956 году перешел на работу шофером в Оренбургское производственное объединение грузового автотранспорта. В 1960-е годы стал известным на всё Оренбуржье водителем, прославленным мастером тяжеловесных автопоездов; был в числе инициаторов вождения автопоездов на хлебных перевозках во время уборочной страды.
В 1971 году за ним и его напарником закрепили автомобиль «Урал-375». На автомобиль давали два плана, водители работали по одному путевому листу. Вся работа делилась на двоих, так же распределялась и зарплата. В 1971 году перевёз 13500 тонн грузов, а в 1973 году — 15170 тонн. Снискал славу новатора производства — по собственным расчётам увеличил грузоподъемность своей машины, создав усиленный прицеп. В результате его автопоезд мог брать до 20—23 тонн груза. За четыре года работы он сберег государству два новых автомобиля! Его автопоезд на уборке урожая в 1979 году за один раз забирал по 33 тонны зерна.
Кроме производственной, занимался общественной деятельностью — Избирался членом ЦК профсоюза рабочих автомобильного транспорта и шоссейных дорог; будучи членом КПСС, являлся членом Дзержинского райкома партии Оренбурга.
С 1988 года находился на пенсии. Жил в Оренбурге, где умер 17 октября 1995 года. Похоронен на мусульманском кладбище села Нежинка Оренбургского района.
ЗАО «Военно-мемориальная компания» установила Мурсалимову памятник.

## Награды
- Указом Президиума Верховного Совета СССР от 5 октября 1966 года за выдающиеся успехи, достигнутые в выполнении заданий семилетнего плана по перевозкам народнохозяйственных грузов и пассажиров, строительству, ремонту и содержанию автомобильных дорог, Мурсалимову Фатрахману Хабибрахмановичу было присвоено звание Героя Социалистического Труда с вручением ордена Ленина и Золотой медали «Серп и Молот».
- Также был награждён двумя орденами «Знак Почёта» и медалями, среди которых «За доблестный труд».